# Arend-Rolands komet
Arend-Rolands komet, ljus komet som upptäcktes 8 november 1956 av de båda belgiska astronomerna Sylvain Arend och Georges Roland vid Uccle-observatoriet. Med en magnitud på nära -1,0 så blev den en av de ljusstarkaste kometerna under 1900-talet.
Det dröjde till den 20:e innan astronomerna kunde bekräfta sin upptäckt och den var då av magnitud 12. I december blev en svans synlig. Under januari 1957 hade den ljusnat till magnitud 9. I början av februari började kometen närma sig jorden och blev allt ljusare. I mars passerade den nära solen och blev då svårare att observera. I april blev den åter observerbar, men främst från södra halvklotet. Den hade nu nått magnitud 2 och var synlig för blotta ögat. I slutet av april blev den åter synlig från norra halvklotet och man kunde nu observera en svans som sträckte sig 25° bort från solen, samt en antisvans som sträckte sig 13° i riktning mot solen.
I maj blev kometen allt ljussvagare och i slutet av månaden var den inte längre synlig för blotta ögat. De sista bilderna av kometen togs i april 1958.
Kometen var hyperbolsk, vilket innebär att den inte kommer att återvända, utan kommer att lämna solsystemet.